# 细柄针筒菜
细柄针筒菜（学名：Stachys oblongifolia var. leptopoda）为唇形科水苏属下的一个变种。

## 扩展阅读
- 維基物種上的相關：细柄针筒菜